# Cacoxylus echinatus
Cacoxylus echinatus är en spindeldjursart som först beskrevs av Beier 1964.  Cacoxylus echinatus ingår i släktet Cacoxylus och familjen blindklokrypare. Inga underarter finns listade.